# Lytogaster perplexa
Lytogaster perplexa är en tvåvingeart som beskrevs av Clausen 1982. Lytogaster perplexa ingår i släktet Lytogaster och familjen vattenflugor.
Artens utbredningsområde är New Mexico. Inga underarter finns listade i Catalogue of Life.